# Arcidiecéze maserská
Arcidiecéze Maseru je římskokatolickou arcidiecézí nacházející se v Lesothu.

## Stručná historie a současnost
Dne 8. května 1894 byla vytvořena apoštolská prefektura Basutoland, z části území apoštolského vikariátu Kimberley v Orange.
Poté 18. února 1909 papež Pius X. povýšil prefekturu brevem Ex hac beati Petri na apoštolský vikariát se stejným názvem.
Po 42 letech 11. ledna 1951 byl papežem Piem XII. vikariát povýšen na diecézi Maseru.
O rok později 11. prosince 1952 byla z části jejího území vytvořena diecéze Leribe.
Dne 3. ledna 1961 byla opět z další části území vytvořena diecéze Qacha’s Nek a ve stejný den byla diecéze Maseru bulou Etsi priores papeže Jana XXIII., povýšena na metropolitní arcidiecézi.
Roku 1977 byla z dalšího jejího území vytvořena nová diecéze Mohale’s Hoek.
Jejími sufragánními diecézemi jsou: Qacha’s Nek, Mohale’s Hoek a Leribe. Hlavním chrámem je Katedrála Panny Marie z Victories.
K roku 2007 měla arcidiecéze 364 858 věřících, 28 diecézních knězů, 59 řeholních knězů, 1 stálého jáhna, 119 řeholníků, 267 řeholnic a 38 farností.

## Seznam prefektů, vikářů, (arci)biskupů
- Jules-Joseph Cénez, O.M.I. (1895 – 1930)
- Joseph Bonhomme, O.M.I. (1933 – 1947)
- Joseph Delphis Des Rosiers, O.M.I. (1948 – 1961)
- Emanuel Mabathoama, O.M.I. (1961 – 1966)
- Alfonso Liguori Morapeli, O.M.I. (1967 – 1989)
- Bernard Mohlalisi, O.M.I. (1990 – 2009)
- Gerard Tlali Lerotholi, O.M.I. (od 2009)